# Diplycosia rubella
Diplycosia rubella är en ljungväxtart som beskrevs av Herman Otto Sleumer. Diplycosia rubella ingår i släktet Diplycosia och familjen ljungväxter. Inga underarter finns listade i Catalogue of Life.